# Interlacing (Grafiken)

Schematische Darstellung des Adam7-Interlacings bei einem 16×16-Pixel-Bild

Als Interlace oder Interlacing (englische Aussprache [ˌɪntəˈleɪsɪŋ]) wird ein Speicherverfahren für Rastergrafiken bezeichnet, welches beim Laden einer Grafik den schnellen Aufbau eines Übersicht- oder Vorschaubildes (in der vollen Bildgröße) ermöglicht.

## Technische Details
Ursprünglich wurde das Interlace-Verfahren dadurch erreicht, dass am Anfang der automatisch bearbeiteten Grafikdatei nur jede achte Bildzeile und danach die fehlenden Zeilen gespeichert wurden. Dies ähnelt dem Zeilensprungverfahren bei der Darstellung von Fernsehbildern, das im Englischen ebenfalls als interlacing bezeichnet wird. Bei neueren Verfahren (siehe Adam7) wird eine zweidimensionale Auswahl der Bildpunkte abgespeichert.
Beim langsamen Laden eines Bildes, etwa über eine Verbindung mit geringer Datenübertragungsrate, hat ein Betrachter den Eindruck, dass das Bild während des Aufbaus immer schärfer und detailreicher wird. Vorteilhaft ist diese Methode des Abspeicherns, wenn die Ladezeit eines Bildes groß ist. Allerdings wird die Grafikdatei dadurch zusätzlich vergrößert.
Die Grafikformate GIF, PNG, Kodak Photo CD und Progressives JPEG unterstützen Interlacing.
Zu beachten ist, dass dieses Verfahren bei JPEG progressiv genannt wird, obwohl im Englischen die beiden Begriffe progressive (für das Vollbildverfahren) und interlaced (für das Zeilensprungverfahren) Gegensätze sind, wenn damit die Verfahren des Bildaufbaus bei der Fernsehtechnik gemeint sind.